# Dreamchasers 2
Dreamchasers 2 is het achtste mixtape-album van de Amerikaanse rapper Meek Mill, uitgebracht op 7 mei 2012. Het album werd uitgebracht als opvolger van zijn eerdere mixtape Dreamchasers en bevat gastoptredens van onder andere: ‘Travis Scott, Rick Ross, Fabolous, French Montana, Wale, Big Sean, Kendrick Lamar, Mac Miller, 2 Chainz, Drake, Jeremih, Trey Songz en Jordanne.’
Dreamchasers 2 werd over het algemeen positief ontvangen door muziekcritici en fans van Meek Mill. De mixtape kreeg veel lof vanwege de sterke productie, de energieke raps van Meek Mill en de diverse gastoptredens. Veel critici beschouwen het als een van de beste mixtapes van 2012.
Het album debuteerde op de 57e plaats van de Billboard 200 en verkocht in de eerste week meer dan 60.000 exemplaren. Het werd ook goed ontvangen op streamingplatforms zoals Spotify en Apple Music.
Dreamchasers 2 bevat een aantal van de meest populaire nummers van Meek Mill, waaronder "Amen" met Drake en "Burn" met Big Sean. Het album wordt algemeen beschouwd als een belangrijk moment in de carrière van Meek Mill en heeft bijgedragen aan zijn bekendheid en succes als rapper.